# Aragoa lucidula
Aragoa lucidula là một loài thực vật có hoa trong họ Mã đề. Loài này được S.F.Blake mô tả khoa học đầu tiên năm 1924.